# Spectra (association mathématique)
Pour les articles homonymes, voir Spectra.
Spectra est une association professionnelle de mathématiciens et mathématiciennes membres de la communauté LGBTQIA+. Elle entretient notamment une liste de mathématiciens et mathématiciennes hors du placard ou alliés que quiconque peut contacter afin de pouvoir s'informer sur le climat d'acceptation des personnes queers dans une certaine université ou ville.

## Histoire
L'association a son origine dans des rencontres organisées lors des Joint Mathematics Meetings (en)(JMM) et une liste de courriels organisée par Ron Buckmire (en). Le nom de l'association a été trouvé par Robert Bryant (en) et Mike Hill, il est une référence au concept mathématique de spectre ainsi qu'au drapeau arc-en-ciel, symbole de la communauté LGBTQIA+. Sa première activité officielle a été un panel au JMM 2015 avec le titre « Out in Mathematics: LGBTQ Mathematicians in the Workplace ».

## Conseil d'administration
Plusieurs mathématiciens et mathématiciennes de renom font ou ont fait partie du conseil d'administration de Spectra, dont Robert Bryant, Ron Buckmire, Moon Duchin (en), Mike Hill, Lily Khadjavi (en), Doug Lind (en) et Emily Riehl.